# Хомутово (Донецкая область)
Хомуто́во (укр. Хомутове) — село на Украине, находится в Новоазовском районе Донецкой области. Под контролем самопровозглашённой Донецкой Народной Республики.

## География

#### Соседние населённые пункты по странам света
С: Витава, Самсоново, Коньково (все выше по течению Грузского Еланчика)
СЗ: Бессарабка, Октябрьское, Калинино, Чумак
СВ: Клинкино
З:  Порохня, Шевченко
В: Ковское, Самойлово, Ванюшкино
ЮЗ: Казацкое
ЮВ: Маркино, Щербак
Ю: Седово-Василевка, Розы Люксембург (все ниже по течению Грузского Еланчика)
ЮЮВ: Козловка, Гусельщиково (все ниже по течению Грузского Еланчика)

## Общие сведения
Код КОАТУУ — 1423687701. Почтовый индекс — 87620. Телефонный код — 6296.

## Население
- 1873 — 194 чел.
- 1970 — 728 чел.
- 1976 — 760 чел.
- 2001 — 749 чел. (перепись)

В 2001 году родным языком назвали:
- украинский язык — 651 чел. (86,92 %)
- русский язык — 95 чел. (12,68 %)
- белорусский язык — 2 чел. (0,27 %)
- болгарский язык — 1 чел. (0,13 %)

## История
Село находится на землях так называемого Дикого поля, то есть той части казачьих степей, которые длительное время фактически были заселены свободным кочевым и полукочевым населением, отрицавшим всякую власть, кроме избранной самостоятельно.
Раньше село было казачьим хутором Хомутовским области Войска Донского в составе Новониколаевского юрта, названным по имени войскового атамана Всевеликого войска Донского генерал-адъютанта Михаила Григорьевича Хомутова, получившего в этих краях надел земли. Вместе со станицей были основаны и другие населенные пункты округи, в том числе казачий хутор Митьковые Качкары — современное село Митьково-Качкари.
В 1911 году станичным атаманом упоминается Дмитрий Степанович Булгаков.

## Достопримечательности
Недалеко от села находится заповедник «Хомутовская степь», где в первозданном виде представлены остатки местной девственной степи с её флорой и фауной.

## Адрес местного совета
87620, Донецкая обл., Новоазовский р-н, с. Хомутово, ул. Ленина, д.120.